# Vigdís
Vigdís  è un nome proprio di persona islandese femminile.

## Varianti in altre lingue
- Norreno: Vígdís[1]
- Norvegese: Vigdis[1]

## Origine e diffusione

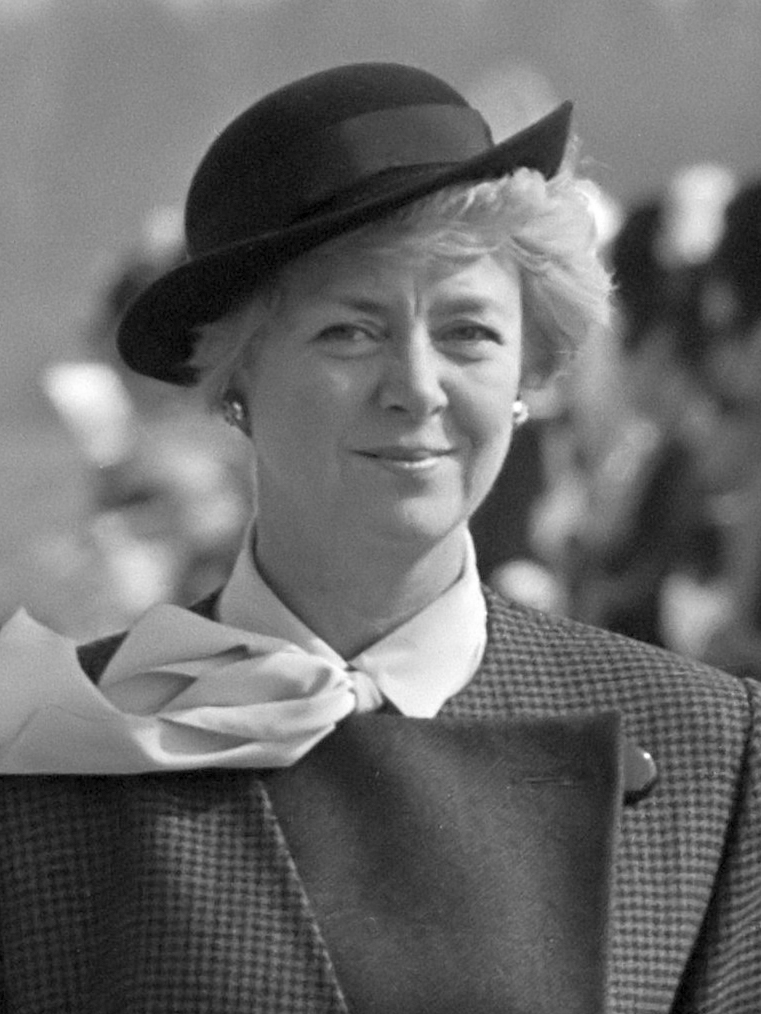
Vigdís Finnbogadóttir

Deriva dal nome norreno Vígdís; è formato dalle radici víg ("guerra") e dís ("signora", "dea"). Il primo elemento si ritrova anche in Viggo e, forse, Tyra, mentre il secondo è comune a Hjördís, Ásdís e Valdís.

## Onomastico
Il nome è adespota, cioè non è portato da alcuna santa. Si può festeggiarne l'onomastico il 1º novembre, giorno di Ognissanti.

## Persone
- Vigdís Finnbogadóttir, politica islandese

### Variante Vigdis
- Vigdis Hjorth, scrittrice norvegese
- Vigdis Bente Mørdre, fondista norvegese